# Karan Vărbovka
Karan Vărbovka (bulgariska: Каран Върбовка) är ett distrikt i Bulgarien.   Det ligger i kommunen Obsjtina Dve mogili och regionen Ruse, i den centrala delen av landet, 230 km öster om huvudstaden Sofia.